# 中华人民共和国劳动部
中华人民共和国劳动部是原国务院组成部门。1954年9月设立，1970年6月撤销。1988年根据《国务院机构改革方案》重新设立，1998年3月改组为劳动和社会保障部。

## 历任部长
1. 李立三
2. 马文瑞
3. 羅幹
4. 阮崇武
5. 李伯勇